# Шишков, Михаил Антонович
Михаил Антонович Шишков (ум. 2 апреля 1810) — русский государственный деятель, в 1809—1810 годах — тобольский гражданский губернатор.

## Биография
На службе с 1763 года.
С 1785 года надворный советник в Ярославском наместничестве.
С 1793 председатель верхнего земского суда в Костромском наместничестве.
С 1799 статский советник и Нижегородский вице-губернатор (до 1809). С 1804 действительный статский советник.
Тобольский гражданский губернатор с 1809 г. 2.04.1810 г. уволен за болезнью от должности губернатора высочайшим указом с пенсионом до кончины получаемым им жалованьем.
Похоронен в Нижегородской Печерской обители.

## Награды
Кавалер ордена святой Анны 2 степени.

## Семья
Жена — Мария Петровна, по первому мужу Жилина (ум. 1841).